# Aaron Stolln
Der Aaron Stolln ist ein Stolln im Bergrevier Johanngeorgenstadt im sächsischen Erzgebirge. 

## Lage
Am mittleren Fastenberg, auf dem sich Johanngeorgenstadt erstreckt, wurden seit dem 17. Jahrhundert mehrere Bergwerke zum Abbau und Untersuchung der dort streichenden Erzgänge betrieben. Einer der Stolln dieser Gruben ist der Aaron Stolln, dessen ursprüngliches Mundloch sich am Kirschbächel befand. Es liegt unweit des Endes der Heimberg genannten Straße.

## Geschichte
Der Aaronstolln nebst Fundgrube und 10 Maaßen wurde im Quartal Luciae 1716 gemutet und auch verliehen. Der Stolln wurde in den ersten Jahren etwa 400 m in den mittleren Fastenberg hineingetrieben. Im Quartal Luciae 1722 wurde das Grubenfeld des im Quartal Luciae 1716 gemuteten Edle-Gabe-Gottes-Stolln aus Mangel an Gewerken dem Aaronstolln zugeschlagen. 1736 wurden Fundgrube und Stolln aufgelassen, doch flossen noch bis in das 20. Jahrhundert aus dem Aaronstolln Grubenwässer ab, da eine Verbindung zur höher gelegenen Elias-Fundgrube bestand. Die Abraumhalde und die Reste des Mundloches wurden nach 1949 beim Anlegen des vorderen Schlammteiches beseitigt. Der Stolln wurde Ende der 1940er-Jahre durch die Geologische Abteilung des Objektes 01 der Wismut AG untersucht. Es wurden aber keine bauwürdigen Uranvererzungen festgestellt. Das Mundloch wurde nach der fachgerechten Verwahrung der bruchgefährdeten Stollnbereiche durch die Bergsicherung Schneeberg im Jahr 1995 rekonstruiert.